# Venezuela en los Juegos Paralímpicos de Barcelona 1992
Venezuela estuvo representada en los Juegos Paralímpicos de Barcelona 1992 por diez deportistas, nueve hombres y una mujer.

## Medallistas
El equipo paralímpico venezolano obtuvo las siguientes medallas:
| Nombre          | Deporte   | Evento             |
| --------------- | --------- | ------------------ |
| Oro             |           |                    |
| —               |           |                    |
| Plata           |           |                    |
| —               |           |                    |
| Bronce          |           |                    |
| Yolmer Urdaneta | Atletismo | Disco B2 masculino |